# Bassin de l'Atalante
Le bassin de l'Atalante est un lac de saumure hypersalin situé au fond de la mer Méditerranée.

## Caractéristiques
Le bassin est situé environ à 192 km à l'ouest de la Crète. L'Atalante et ses voisins, Urania et Discovery, sont des bassins hypersalins anoxiques âgés de plus de 35 000 ans et formés par des dépôts salins d'évaporites messiniennes qui se sont dissoutes au large de la dorsale méditerranéenne et accumulées dans des dépressions abyssales profondes d'environ 3 000 m. L'Atalante est le plus petit des trois bassins ; sa surface est environ à 3 500 m sous le niveau de la mer.
Le bassin porte le nom de L'Atalante, l'un des navires de recherche océanographique qui ont participé à sa découverte en 1993.

## Salinité
La salinité du bassin, 365 g/L, est proche de la saturation (huit à dix fois la salinité ordinaire de l'eau de mer). Elle empêche les eaux oxygénées qui la surplombent de s'y mélanger : elle est donc complètement anoxique.

## Faune
À la limite entre l'eau de mer et la saumure, l'halocline d'environ 1,5 m d'épaisseur est colonisé par des cellules bactériennes et archéennes : il comprend des organismes chimiolithotrophes, qui utilisent l'ammoniac de la saumure, mais ne peuvent pas survivre sans oxygène, ainsi que des halophiles. Dans la saumure, les cellules sont moins nombreuses ; les extrêmophiles prédominent, comprenant des méthanohalophiles et des protéobactéries, des euryarchées des monts hydrothermaux. Le bassin comprend également des eukaryotes, dont des ciliés (45 %), des dinoflagellés (21 %) et des choanoflagellés (10 %).
Les sédiments anoxiques au fond du bassin sont recouverts d'une couche noire d'1 cm d'épaisseur. Les microbes qui y vivent sont à 90 % des Bacillus.
En 2010, trois espèces de loricifères ont été découvertes dans les sédiments, les premières formes de vie multicellulaires connues vivant entièrement sans oxygène.